# Stamboom Carlos van Bourbon-Parma (1970)
| Grootouders                                                                                                   | Xavier van Bourbon-Parma (1889-1977) x 1927 Marie Madeleine Yvonne de Bourbon-Busset (1898-1984)                                                         | Bernhard van Lippe-Biesterfeld (1911-2004) x 1937 Juliana van Oranje-Nassau (1909-2004)                                                                  |
| Ouders | Carel Hugo van Bourbon-Parma (1930-2010) x 1964 Irene van Oranje-Nassau (1939)                                                                           | Carel Hugo van Bourbon-Parma (1930-2010) x 1964 Irene van Oranje-Nassau (1939)                                                                           |
| Carlos van Bourbon-Parma (1970) 1. relatie Brigitte Klynstra 2. x 2010 Annemarie Gualthérie van Weezel (1977) | | |
| Kinderen | 1. Carlos Hugo Roderik Sybren (1997) 2. Luisa Irene Constance Anna Maria (2012) 2. Cecilia Maria Johanna Beatrix (2013) 2. Carlos Enrique Leonard (2016) | 1. Carlos Hugo Roderik Sybren (1997) 2. Luisa Irene Constance Anna Maria (2012) 2. Cecilia Maria Johanna Beatrix (2013) 2. Carlos Enrique Leonard (2016) |
| Kleinkinderen                                                                                                 | - | - |